# Maja e Këndrëvices
Maja e Këndrevicës je hora v jižní Albánii, nedaleko města Gjirokastër. Nachází se 15 km západně od města Tepelenë a 36 km jihovýchodně od Valony. Je nejvyšší horou pohoří Mali i Gribës, které se rozprostírá mezi řekami Vjosë a Shushicë. Dosahuje nadmořské výšky 2121 m.
V roce 1913 probíhaly v okolí hory boje v souvislosti s řeckým postupem do jižní Albánie, kterou nazývali jako tzv. Severní Epirus.